# Štajerska vas
Štajerska vas este o localitate din comuna Slovenske Konjice, Slovenia, cu o populație de 44 de locuitori.